# Instytut Nauk Rolniczych, Ochrony i Kształtowania Środowiska Uniwersytetu Rzeszowskiego
Instytut Nauk Rolniczych, Ochrony i Kształtowania Środowiska Uniwersytetu Rzeszowskiego – jeden z dwóch instytutów Wydziału Technologiczno-Przyrodniczego Uniwersytetu Rzeszowskiego.

## Historia
Instytut Nauk Rolniczych Ochrony i Kształtowania Środowiska został utworzony 1 października 2019 roku na mocy decyzji Senatu Uniwersytetu Rzeszowskiego.

## Władze Instytutu
W kadencji 2024–2028:
| Stanowisko | Imię i nazwisko                |
| ---------- | ------------------------------ |
| Dyrektor   | prof. dr hab. Krzysztof Kukuła |

W kadencji 2020–2024:
| Stanowisko         | Imię i nazwisko                        |
| ------------------ | -------------------------------------- |
| Dyrektor           | prof. dr hab. Jadwiga Stanek-Tarkowska |
| Zastępca dyrektora | dr inż. Dagmara Migut                  |

## Struktura organizacyjna

### Katedra Agroekologii i Użytkowania Lasu
Samodzielni pracownicy naukowi:
- dr hab. inż. Zbigniew Czerniakowski – kierownik Katedry
- dr hab. Maciej Bilek
- dr hab. inż. Tomasz Dudek

### Zakład Ekologii i Ochrony Środowiska
Samodzielni pracownicy naukowi:
- dr hab. Aneta Bylak– kierownik Zakładu
- prof. dr hab. Krzysztof Kukuła
- dr hab. inż. Paweł Czarnota
- dr hab. Małgorzata Kotańska (profesor emerytowana)

### Zakład Fizjologii i Biotechnologii Roślin
Samodzielni pracownicy naukowi:
- dr hab. inż. Wojciech Litwińczuk – kierownik Zakładu

### Katedra Gleboznawstwa, Chemii Środowiska i Hydrologii
Samodzielni pracownicy naukowi:
- dr hab. Teresa Noga– kierownik Katedry
- prof. dr hab. Jadwiga Stanek-Tarkowska
- dr hab. inż. Edmund Hajduk
- dr hab. inż. Łukasz Jurczyk
- dr hab. inż. Justyna Koc-Jurczyk
- dr hab. Małgorzata Szostek
- prof. dr hab. inż. Ewa Antonina Czyż (profesor emerytowana)

### Katedra Inżynierii Produkcji Rolno-Spożywczej
Samodzielni pracownicy naukowi:
- prof. dr hab. inż. Józef Gorzelany – kierownik Katedry
- dr hab. inż. Piotr Kuźniar
- dr hab. inż. Natalia Matłok
- ks. dr hab. Mirosław Twardowski

### Katedra Ochrony Przyrody i Ekologii Krajobrazu
Samodzielni pracownicy naukowi:
- dr hab. Andrzej Bobiec – kierownik Katedry

### Katedra Podstaw Rolnictwa i Gospodarki Odpadami
Samodzielni pracownicy naukowi:
- dr hab. Mariola Garczyńska– kierownik Katedry
- prof. dr hab. Joanna Kostecka
- dr hab. Mariola Garczyńska
- dr hab. Grzegorz Pączka

### Katedra Produkcji Roślinnej
Samodzielni pracownicy naukowi:
- prof. dr hab. inż. Ewa Szpunar-Krok– kierownik Katedry
- dr hab. inż. Renata Tobiasz-Salach
- dr hab. inż. Wacław Jarecki
- prof. dr hab. inż. Dorota Bobrecka-Jamro (profesor emerytowana)

### Pozostałe jednostki
- Pracownia Architektury Krajobrazu
- Pracownia Bioróżnorodności
- Stacja Doświadczalna